# 마야 해리스
마야 락슈미 해리스(Maya Lakshmi Harris, 1967년 1월 30일~)는 미국의 변호사이자 공공 정책 옹호자, 작가다. 마야는 힐러리 클린턴의 2016년 대선 캠페인에서 3명의 수석 정책 고문 중 한 명으로 활동했으며, 이후 여동생 카말라 해리스의 2020년 대선 캠페인에서 선거 캠페인 의장을 맡았다.
마야는 미국 일리노이 주 샴페인-어바나 시에서 태어나, 캘리포니아 주 오클랜드시 소재 비숍 오다우드 고등학교를 졸업한 후에 캘리포니아 대학교 버클리와 스탠포드 대학교에 진학하였다. 졸업 후 PolicyLink, 미국 시민자유연합(ACLU), 미국진보센터(Center for American Progress) 등에서 활동하였으며 공공정책과 시민 자유 증진을 위한 여러 활동들을 하였다.

## 초기 생애와 학력
마야 해리스는 일리노이주 샴페인-어바나 시에서 태어나 샌프란시스코 만 지역과 캐나다 퀘벡주 몬트리올 시에서 성장하였다. 마야는 1958년 인도 마드라스(현재의 첸나이 )에서 이민온 유방암 연구자인 어머니 샤말라 고팔란(1938–2009)과 자메이카에서 이민온 스탠포드 대학교 경제학 교수인 도날드 해리스의 차녀이다. 외할아버지 PV Gopalan은 인도 정부 공무원으로 근무하였다. 마야와 언니 카말라는 침례교와 힌두교 신앙을 가지고 성장하였다. 마야는 17세에 오클랜드의 비숍 오다우드 고등학교에 다니는 동안 외동딸인 미나 해리스를 미혼모로 낳았다.
해리스는 1989년 캘리포니아 대학교 버클리에서 예술 학사 학위를 취득했고 그 해에 그녀는 스탠포드 로스쿨에 입학하였다. 로스쿨 재학 중 스탠포드 로 리뷰의 편집자였고, 이스트 팔로 알토 커뮤니티 로 프로젝트에서 활동했으며, 가정 폭력 클리닉의 공동 코디네이터와 학생 운영 위원회의 공동 의장을 역임했다. 그녀는 1992년 "우수"로 법학 박사 학위를 취득했다.

## 경력

### 법조경력
마야는 스탠포드 로스쿨에서 법학전문석사(JD) 학위를 받은 후 캘리포니아 북부 지방 법원의 James Ware 판사의 법률 서기로 일했다. 1994년 마야는 샌프란시스코 로펌인 Jackson Tufts Cole & Black, LLP에 합류하여 민사 및 형사 소송을 담당했다. 회사는 1999년에 문을 닫았다.
해리는 대학교 법학대학원에서 시간강사로 재직했다. 그녀는 또한 UC Hastings College of the Law에서 성가족을, 현재 폐교한 New College of California School of Law에서 계약법을 가르쳤고 ABA 비인가 로스쿨인 San Jose의 Lincoln Law School의 학장을 역임했다.  29세의 나이로 그녀는 미국의 역사가 가장 오래된 로스쿨 학장 중 한 곳에서만 유일하게 인도 여성이었다.

### 변호

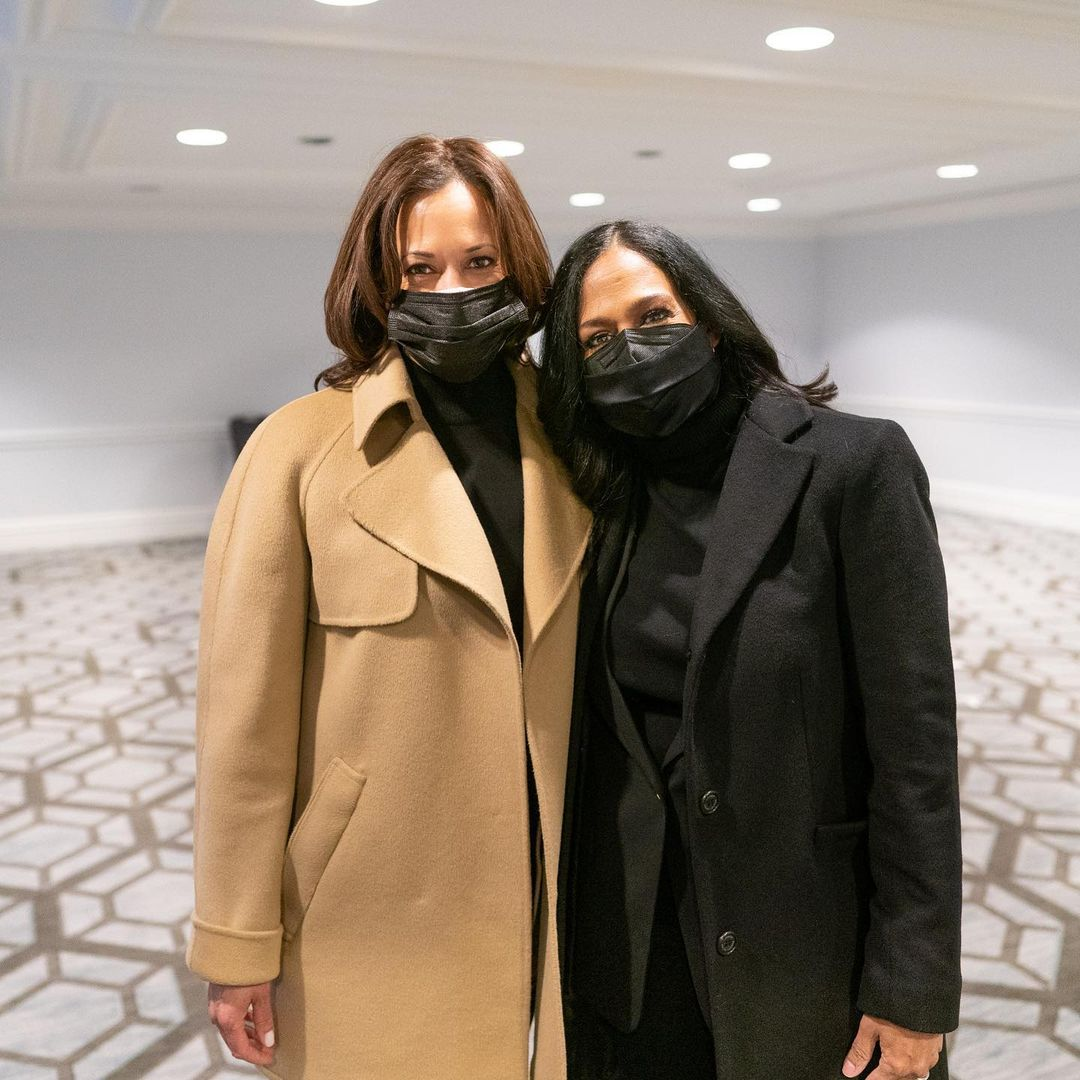
마야와 그녀의 여동생, 카말라 해리스 부통령

해리스는 경제적, 사회적 형평성을 증진하는 데 전념하는 국가적 연구 및 행동 기관인 PolicyLink 에서 수석 연구원으로 일했다. 그 자격으로 그녀는 경찰-지역사회 관계에 관한 컨퍼런스를 조직했고 경찰 개혁을 주장했으며 전국적인 간행물 두 권을 집필했다.
해리스는 북부 캘리포니아 미국 시민자유연합 의 전무이사로 재직했다. 그녀는 북부 캘리포니아 ACLU를 이끈 최초의 자메이카계 미국인이자 ACLU 계열사의 최초의 남아시아계 전무이사였다. ACLU의 가장 큰 지부 사무소장으로서 해리스는 소송, 미디어 관계, 로비 활동, 대중 조직 활동을 지휘하고 조정했다. 그녀는 이전에 계열사의 인종 정의 프로젝트 디렉터로 재직하면서 형사 사법 제도의 인종적 불평등을 없애고 캘리포니아 공립학교의 교육적 형평성을 달성하는 것을 포함한 우선순위를 설정했다. 2003년 해리스는 인종 및 민족 데이터를 주 기관에서 수집하는 것을 금지하려는 제안 54호를 무산시킨 성공적인 캠페인인 No on 54의 북부 캘리포니아 책임자였다. 2006년 그녀는 캘리포니아 여성 유권자 연맹(League of Women Voters of California) 과 맥퍼슨(McPherson ) 사건에서 수석 변호사를 맡았는데, 이 사건은 중범죄로 유죄 판결을 받고 보호 관찰을 받고 있는 카운티 교도소에 수감된 10만 명이 넘는 캘리포니아 주민의 투표권을 회복시켜 주었다.

### 공익활동
2008년 마야는 포드 재단에서 데모, 권리, 정의 부분으로 규정되었다. 이 프로그램은 효과적인 거버넌스 지지, 민주적 참여 참여, 전 세계를 보호하고 발전에 초점을 맞추어 마야는 매년 1억 5천만 달러 같이 지원하는 글로벌 팀을 이끌었다.

### 정치
Harris는 PolicyLink에서 일하였다. 2008년부터 2013년까지 헐은 재단 재단에서 자유, 권리, 정의 부분의 부분을 역임했다. 그녀는 Ford Foundation에 있기 전에 미국에서 가장 큰 ACLU 소유권을 유지하는 캘리포니아의 미국 연합자유 연맹(ACLU)의 전무이사로 재직했다. Harris는 이전에 Center for American Progress의 연구원이 연구한 하버드 로스쿨의 방문 연구원이었다. [5] 마야는 2017년부터 2018년까지 MSNBC의 정치법률 분석가였다.
힐러리 클린턴의 섹션 플랫폼 커뮤니티 캠페인으로서 해리는 2016년 플랫폼 초안을 작성하였다. 해리스는 캠페인을 중단할 때까지 일하는 2020년 대선 캠페인을 위해 캠페인 의장을 역임하였다.

## 저술
마야는 2006년 저서인 The Covenant with Black America에 게재된 "책임 있는 지역 경찰 범죄 수집"이라는 책을 에세이를 저술했다. 마야는 또한 The Shriver Report: A Woman's Nation Pushes Back from the Brink에 기고한 작가다.
마야는 전국의 지역 경찰 정책을 제안하는 지역사회 중심의 경찰 정책: 변화를 위한 힘(A Force for Change)과 협력을 옹호하는 권장 단체인 변화를 위한 조직: 경찰 개혁을 위한 활동가 가이드(The Activist's Guide to Police Reform)를 포함하는 물을 저술했다. 2008년에 해리스(Harris)는 모든 투표를 중요하게 여기기: 캘리포니아의 범죄를 저지르고 조치를 취했다. 2014년에 그녀는 미국 유권자에서 성장하는 자위인 유색인종 여성(Women of Color: A Growing Force in the American Electorate)을 저술했다.
2020년은 22세 때 질병에 속한 지역 루푸스와 함께 사는 것에 대해 The Atlantic 과 Women's Health Magazine 에 기고하였다.

## 수상 및 영예
1997년, 전미 변호사 협회 청년 변호사 부문은 그녀에게 Junius W. Williams 올해의 청년 변호사상을 수여했다. 그 다음해에 그녀는 샌프란시스코 일간지(San Francisco Daily Journal) 에서 선정한 40세 미만의 유망한 변호사 20인 중 한 명으로 선정되었다.
2006년에 해리스는 올해의 유일한 데시 10인 중 한 명으로 선택되었다. 그녀는 2008년에 Girls, Inc.로부터 Women Who Dare Award를 수상했다. 2009년 해는 "열정, 미만, 혁신적인 그룹으로 두각을 자랑하는 아프리카계 미국인 남성과 여성의 급증, 자랑성"을 기념하는 The Root 100의 첫 번째 클래스에 포함되었다. 그녀는 2014년 Equal Rights Advocates로부터 성평등 운동의 영웅에게 매년 수여되는 봉사자 Champion of Justice 상을 수상했다.

## 사생활

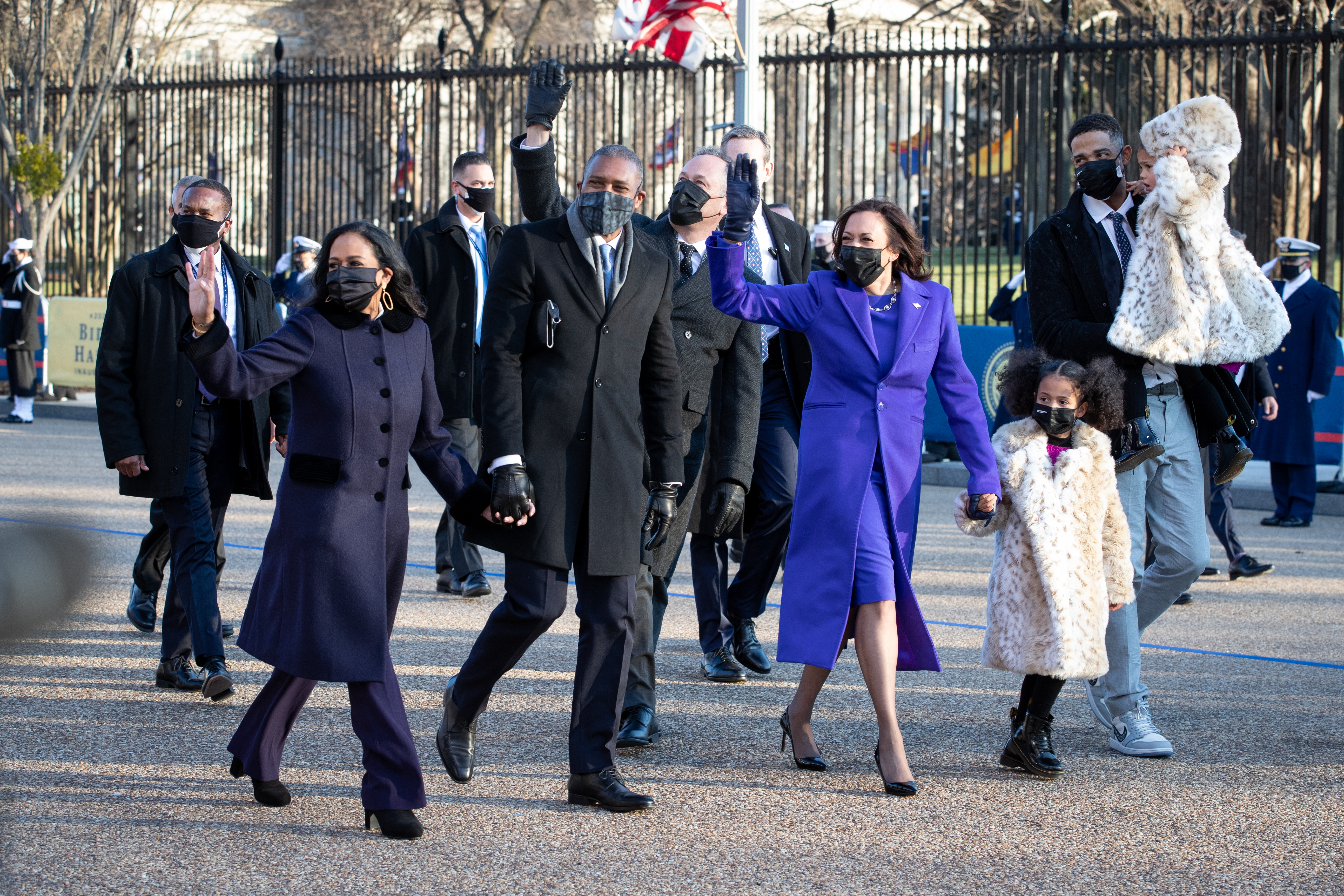
카말라 해리스 부통령과 그녀의 가족이 2021년 1월 20일 펜실베이니아 애비뉴에 있는 백악관으로 걸어가고 있다.

해리스는 1984년에 출산한 아이의 아버지를 공개적으로 밝힌 바가 없다. 그녀는 1998년 7월부터 토니 웨스트 와 결혼했다. 마야와 토니는 둘 다 1992년 스탠포드 로스쿨 졸업반이었는데, 그때 친구가 되었지만 졸업 후에야 연인이 되었다. 그녀의 딸인 미나 해리스는 2006년에 스탠포드를 졸업했고 2012년에 하버드 로스쿨을 졸업했다. 그녀의 여동생인 카말라 해리스는 미국 부통령이자 2024년 민주당 대선 후보이다.